# استیون گیلبورن
استیون گیلبورن (انگلیسی: Steven Gilborn; ۱۵ ژوئیهٔ ۱۹۳۶ – ۲ ژانویهٔ ۲۰۰۹) هنرپیشه، آموزگار اهل ایالات متحده آمریکا بود.
از فیلم‌ها یا برنامه‌های تلویزیونی که وی در آن نقش داشته‌است می‌توان به تکامل، دانستون بررسی می‌کند، آنا، بلوز زنگ عروسی اشاره کرد.